# Wniebowstąpienie (fresk Giotta)
Wniebowstąpienie – fresk autorstwa Giotto di Bondone namalowany ok. 1305 roku dla kaplicy Scrovegnich w Padwie.
Jeden z 40 fresków namalowanych przez Giotta w kaplicy Scrovegnich należący do cyklu scen przedstawiających życie Joachima i Anny, rodziców Marii oraz Chrystusa.

Fresk obrazuje motyw opisany w Dziejach Apostolskich: 

Po tych słowach uniósł się w ich obecności w górę i obłok zabrał Go im sprzed oczu.Kiedy uporczywie wpatrywali się w niego, jak wstępował do nieba, przystąpili do nich dwaj mężowie w białych szatach. I rzekli:"Mężowie z Galilei, dlaczego stoicie i wpatrujecie się w niebo? Ten Jezus, wzięty od was do nieba, przyjdzie tak samo, jak widzieliście Go wstępującego do nieba.(Dz 1:9-11)

 Krótkie wzmianki znajdują się również w Ewangelii Marka oraz w Ewangelii Łukasza: 

Potem wyprowadził ich ku Bretanii i podniósłszy ręce błogosławił ich. A kiedy ich błogosławił, rozstał się z nimi i został uniesiony do nieba. (Łk 24:50-52)

Giotto wykorzystał kilka szczegółów występujących w relacji by stworzyć własną interpretację wydarzeń nowotestamentowych. Górna część fresku przedstawia postacie niebiańskie. W centralnej części wznosi się Chrystus, na białym obłoku. Jego ręce wzniesione są do góry a dłonie Jezusa wychodzą poza ramy obrazu. Dzięki tym zabiegom Giotto przedstawił ruch wznoszący Chrystusa. Po oby stronach znajdują się chóry anielskie oraz „sprawiedliwi”. Dolna część skupia grupę jedenastu apostołów. W ikonografii chrześcijańskiej liczba świadków wniebowstąpienia wahała się pomiędzy jedenastoma a czternastoma postaciami. Giotto, poza apostołami, ukazał Marię lekko oddzielając ją od uczniów, nie uwzględnił natomiast zastępcę Judasza - Macieja oraz św. Pawła. Wszyscy uczniowie wyrażają spokój, nie widać u nich emocji, w przeciwieństwie do późniejszych interpretacji malarskich. W środku kompozycji znajdują się dwaj aniołowie, którzy według tradycji mieli przemawiać do uczniów. Scena rozgrywa się na Górze Oliwnej.